# Magan

Magan elhelyezkedése a térképen

Magan (más néven Majan), vagy Magan-civilizáció, egy ősi régió volt a mai Omán és az Egyesült Arab Emírségek, valamint valószínűleg Makran területén. Az i. e. 2300 körül keletkezett sumer ékírásos szövegek már említik, és i. e. 550-ig létezett, mint Mezopotámia réz- és dioritforrása. A Juris Zarins által alapított The Archeology Fund által tárgyaltak szerint „Dél-Mezopotámia sumer városai szorosan kapcsolódtak az Öbölhöz. A régészek és történészek a Szaúd-Arábiában, Bahreinben és Katarban található helyszíneket a sumer Dilmun földrajzi kifejezéshez kapcsolták. Omán, valószínűleg a sumer Magan volt."

## Helyszín
A modern régészeti és geológiai bizonyítékok Magánt a jelenleg Omán és az Egyesült Arab Emírségek által körülvett területre helyezik.
A múltban a történészek vitatták a lehetséges helyeket, többek között Jemen Ma'in néven ismert régióját, Felső-Egyiptom déli részén, Núbiában vagy Szudánban, mások pedig a mai Irán és Pakisztán részeként. A Magan további lehetséges helyszínei közé tartozik Bahrein, Katar és a Dilmun néven ismert földrajzi hely. Az utóbbi helyszínt, konkrétan a tengerparti Beludzsisztán szomszédságában, a Beludzsisztán történelmi neve, a „Makran” és a „Makkan”, a Magan egyik változata közötti hasonlóság miatt javasolták, a Beludzsisztánban (Makran) talált ősi réz- és dioritbányák megerősítik ezt a hipotézist.

## Történelem

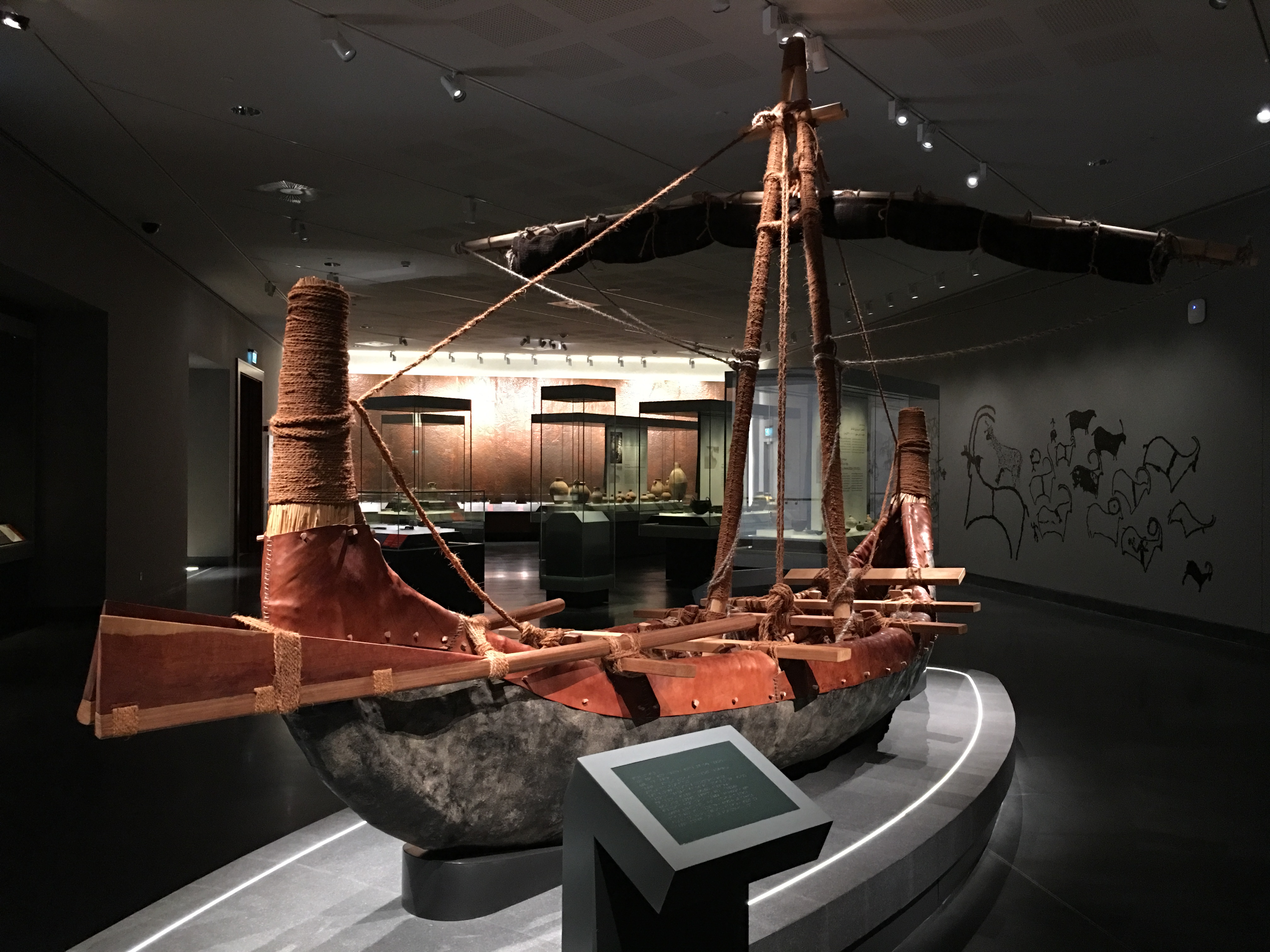
Magan-i hajó

Az első sumer említések Magan földjéről (sumer 𒈣𒃶 Magan, akkád Makkan) az Umm al-Nar-korszakból (i. e. 2600-2000) származnak, valamint „Magan uraira” való utalások. A sumer források 'Tilmun' (ma elfogadottan a mai Bahrein központja) és Meluhha (vélhetően az Indus völgyére utal) is szerepelnek, az akkádok pedig a Kr. e. huszonharmadik században indítottak hadjáratokat Magan ellen, ami ismét magyarázatot adhat az erődítések szükségességére, és különösen Naram-Sin és Manishtusu írt a „Magan 32 ura” elleni hadjáratokról.
Gudea megemlíti a templomában tartott áhítatokat: „Magan és Meluhha leszállnak a hegyeikről, hogy részt vegyenek." A Magan (𒈣𒃶) és Meluhha (𒈨𒈛) szavak függőlegesen jelennek meg a jobb oldali első oszlopban.
Naram-Sin a Malek akkád címet adta a legyőzött magáni uralkodónak, amely cím rokon a sémi, többek között arab király szóval, a malik.
Magan híres volt hajóépítéséről és tengeri képességeiről: egy magani hajó körülbelül 20 tonna rakományt volt képes szállítani, ami egyenként is félelmetes hajóvá tette. Sargon akkád király (i. e. 2371-2316) azzal dicsekedett, hogy kikötőiben Tilmun, Magan és Meluhha hajói közlekedtek. Utóda, Naram-Sin nemcsak meghódította Magánt, hanem a magáni király, Manium előtt is tisztelgett azzal, hogy a mezopotámiai Manium-Ki városát róla nevezte el.
Az Indus-völgy és Sumer között Magánon keresztül folyt a kereskedelem, bár úgy tűnik, hogy ez a kereskedelem megszakadt, mivel Ur-nammu (Kr. e. 2113-2096) azt állította, hogy „visszahozta Magán hajóit”.

## Kereskedelem

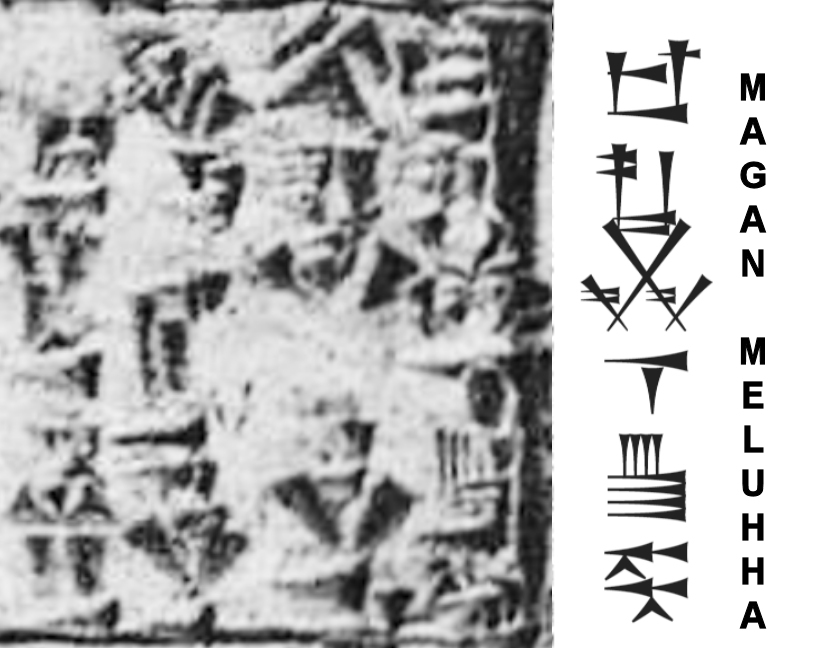
Gudea, írásában megemlíti a templomában tartott áhítatokat: „Magan és Meluhha leszállnak a hegyeikről, hogy részt vegyenek." A Magan (𒈣𒃶) és Meluhha (𒈨𒈛) szavak függőlegesen jelennek meg a jobb oldali első oszlopban.

Az ebből az időből származó régészeti leletek nemcsak az Indus-völggyel és Sumerral, hanem Iránnal és Baktriával folytatott kereskedelemről tanúskodnak, és feltárták a gyermekbénulás legrégebbi feljegyzett esetét is, a betegség jellegzetes jeleit egy Tell Abraqból, a mai Umm Al Quwainból származó nő csontvázán találták meg.
A kereskedelem gyakori volt Magan és Ur között a Gutian királyok Ur feletti uralkodása előtt. Miután megbuktatták őket, Ur-Nammu uri király helyreállította az utakat, és a kereskedelem újraindult a két nép között (i. e. 2100 körül).
A magáni kereskedelmet az Omántól délebbre fekvő városok is befolyásolhatták. Az UNESCO által Wubar (Ubar) néven elismert Shisr lelőhely „A tömjén földje” az egyik ilyen hely, amely nagy mennyiségű tömjén- és gyantát biztosíthatott: a Dél-Ománból Irakba vezető fő kereskedelmi útvonalak hosszú szakaszokon haladnak át a Magan-Sumer által elfoglalt földeken. A gyantákat ezeken a kereskedelmi útvonalakon gyógyászati tulajdonságaik miatt is keresték: a sumeroknak és a magan-sumeroknak folyamatos utánpótlásra lett volna szükségük a gyógyszerkészítés folytatásához, és Dél-Omán, különösen Dhofar régiója képes volt a gyantákat a szükséges mennyiségben szállítani.

## Fordítás
Ez a szócikk részben vagy egészben  a   Magan (civilization) című angol Wikipédia-szócikk fordításán alapul.  Az eredeti cikk szerkesztőit annak laptörténete sorolja fel. Ez a jelzés csupán a megfogalmazás eredetét és a szerzői jogokat jelzi, nem szolgál a cikkben szereplő információk forrásmegjelöléseként.